# Campeonato Sudamericano de Hockey sobre césped
El Campeonato Sudamericano es un torneo de hockey sobre césped Organizado por la Federación Panamericana de Hockey (PAHF). La competencia se juega desde el 2003, siendo Argentina campeón invicto de todos los torneos, tanto en la rama femenina como masculina.
La edición 2016 es válida para la primera ronda de la Liga Mundial de Hockey 2016-17, por lo que no participa la selección de Argentina, que clasificó directamente a las semifinales como anfitrión.

## Torneo masculino
Resultados
| Año           | Sede                    |           | Final       | Final      | Final         |             | Partido por el tercer puesto | Partido por el tercer puesto | Partido por el tercer puesto |
| Año           | Sede                    | Campeón   | Resultado   | Subcampeón | Tercer puesto | Resultado   | Cuarto puesto                |                              |                              |
| ------------- | ----------------------- | --------- | ----------- | ---------- | ------------- | ----------- | ---------------------------- | ---------------------------- | ---------------------------- |
| 2003 Detalles | Santiago, Chile         | Argentina | Round-robin | Chile      | Perú          | Round-robin | Uruguay                      |                              |                              |
| 2006 Detalles | Buenos Aires, Argentina | Argentina | Round-robin | Chile      | Perú          | Round-robin | Uruguay                      |                              |                              |
| 2008 Detalles | Montevideo, Uruguay     | Argentina | Round-robin | Chile      | Uruguay       | Round-robin | Brasil                       |                              |                              |
| 2010 Detalles | Río de Janeiro, Brasil  | Argentina | 3 - 0       | Chile      | Uruguay       | 1 - 0       | Brasil                       |                              |                              |
| 2013 Detalles | Santiago, Chile         | Argentina | 4 - 1       | Chile      | Brasil        | 4 - 3       | Perú                         |                              |                              |
| 2014 Detalles | Santiago, Chile         | Argentina | 8 - 1       | Chile      | Venezuela     | 3 - 2       | Brasil                       |                              |                              |
| 2016 Detalles | Chiclayo, Perú          | Chile     | Round-robin | Venezuela  | Uruguay       | Round-robin | Paraguay                     |                              |                              |
| 2018 Detalles | Cochabamba, Bolivia     |           | Argentina   | 1-0        | Chile         |             | Brasil                       | 2-2 (4-3 SO)                 | Venezuela                    |
| 2022 Detalles | Asunción, Paraguay      |           | Argentina   | 3-1        | Chile         |             | Brasil                       | 5-0                          | Perú                         |

|  | Ediciones disputadas dentro de los Juegos Suramericanos |

## Palmarés
| Núm. | País      | Oro | Plata | Bronce | Total |
| ---- | --------- | --- | ----- | ------ | ----- |
| 1.º  | Argentina | 8   | 0     | 0      | 8     |
| 2.º  | Chile     | 1   | 7     | 0      | 8     |
| 3.º  | Venezuela | 0   | 1     | 1      | 2     |
| 4.º  | Uruguay   | 0   | 0     | 3      | 3     |
| 5.º  | Perú      | 0   | 0     | 2      | 2     |
| 5.º  | Brasil    | 0   | 0     | 2      | 2     |

## Torneo femenino
Resultados
| Año            | Sede                    |           | Final       | Final            | Final         |             | Partido por el tercer puesto | Partido por el tercer puesto | Partido por el tercer puesto |
| Año            | Sede                    | Campeón   | Resultado   | Subcampeón       | Tercer puesto | Resultado   | Cuarto puesto                |                              |                              |
| -------------- | ----------------------- | --------- | ----------- | ---------------- | ------------- | ----------- | ---------------------------- | ---------------------------- | ---------------------------- |
| 2003 Detalles  | Santiago, Chile         | Argentina | Round-robin | Chile            | Uruguay       | Round-robin | Paraguay                     |                              |                              |
| 2006 Detalles  | Buenos Aires, Argentina | Argentina | 4 - 0       | Chile            | Uruguay       | 4 - 0       | Brasil                       |                              |                              |
| 2008 Detalles  | Montevideo, Uruguay     | Argentina | 5 - 1       | Chile            | Uruguay       | 2 - 0       | Brasil                       |                              |                              |
| 2010 Detalles' | Río de Janeiro, Brasil  | Argentina | 4 - 0       | Chile            | Uruguay       | 5 - 0       | Brasil                       |                              |                              |
| 2013 Detalles  | Santiago, Chile         | Argentina | 4 - 0       | Chile            | Uruguay       | 4 - 1       | Brasil                       |                              |                              |
| 2014 Detalles  | Santiago, Chile         | Argentina | 3 - 1       | Chile            | Uruguay       | 3 - 0       | Brasil                       |                              |                              |
| 2016 Detalles  | Chiclayo, Perú          | Uruguay   | Round-robin | Chile            | Brasil        | Round-robin | Paraguay                     |                              |                              |
| 2018 Detalles  | Cochabamba, Bolivia     |           | Argentina   | 8-0              | Uruguay       |             | Chile                        | 7-0                          | Brasil                       |
| 2022 Detalles  | Asunción, Paraguay      |           | Chile       | 0 - 0 (2 - 3 SO) | Argentina     |             | Uruguay                      | 7-0                          | Paraguay                     |

|  | Ediciones disputadas dentro de los Juegos Suramericanos |

## Palmarés
| Núm. | País      | Oro | Plata | Bronce | Total |
| ---- | --------- | --- | ----- | ------ | ----- |
| 1.º  | Argentina | 7   | 1     | 0      | 8     |
| 2.º  | Chile     | 1   | 7     | 1      | 8     |
| 3.º  | Uruguay   | 1   | 1     | 6      | 8     |
| 4.º  | Brasil    | 0   | 0     | 1      | 1     |